# كاتيا شوماخر
كاتيا شوماخر (بالألمانية: Katja Schumacher)‏ هي تريثلت ألمانية، ولدت في 9 أبريل 1968 في هايدلبرغ في ألمانيا.

## وصلات خارجية
- كاتيا شوماخر على موقع اتحاد الترياتلون الدولي (الإنجليزية)
- كاتيا شوماخر على موقع IAT Triathlon Database (الإنجليزية)